# 小行星7649
小行星7649（7649 Bougainville）是一颗绕太阳运转的小行星，为主小行星带小行星。该小行星于1990年9月22日发现。

## 轨道参数
小行星7649的轨道半长轴为2.5664670 UA，离心率为0.097。